# Гура Шушицеј (Горж)
Гура Шушицеј (рум. Gura Șușiței) насеље је у Румунији у округу Горж у општини Јонешти. Oпштина се налази на надморској висини од 121 m.

## Становништво
Према подацима из 2002. године у насељу је живело 322 становника, од којих су сви румунске националности.